# Rico Elmer
Rico Elmer  (* 23. Juli 1969 in Elm GL) ist ein Schweizer Skibergsteiger.
Mit der Teilnahme an der Patrouille des Glaciers im Jahr 1996 bestritt er seinen ersten Wettkampf. Seit 2003 ist er Mitglied in der Schweizer Nationalmannschaft Skialpinismus.
Neben dem Skibergsteigen ist er auch Bergläufer und arbeitet hauptberuflich als Grenzwächter und ist zugleich Ausbildungscoach.

## Erfolge (Auswahl)
- 2003:
  - 1. Platz Europameisterschaft Skibergsteigen Team (mit Farquet)
  - 3. Platz Europameisterschaft Skibergsteigen Kombinationswertung
  - 4. Platz Europameisterschaft Skibergsteigen Single

- 2004:
  - 1. Platz Weltmeisterschaft Skibergsteigen Single, Val d’Aran
  - 3. Platz Weltmeisterschaft Skibergsteigen Staffel (mit Alexander Hug, Alain Richard und Pierre Bruchez), Val d’Aran
  - 3. Platz bei der Transcavallo (mit Farquet)

- 2006:
  - 3. Platz bei der Weltmeisterschaft Skibergsteigen Staffel (mit Alexander Hug, Alain Rey und Florent Troillet)
  - 3. Platz Team-Europacup in Albosaggia (mit Florent Troillet)
  - 3. Platz Schweizer Meisterschaft Vertical Race
  - 4. Platz bei der Weltmeisterschaft Skibergsteigen Team mit Alexander Hug

### Patrouille des Glaciers
- 1998: 1. Platz mit Farquet und Buchs
- 2000: 1. Platz mit Farquet und Buchs
- 2004: 3. Platz mit Farquet und Zurbrügg
- 2008: 2. Platz mit Sophie Dusautoir Bertrand und Marie Troillet

### Trofeo Mezzalama
- 2001: 4. Platz mit Farquet und Buchs
- 2003: 1. Platz mit Farquet und Zurbrügg

### Pierra Menta
- 2003: 6. Platz mit Farquet